# Station Gvarv
Station Gvarv is een station in  Gvarv in de gemeente Sauherad  in  Noorwegen. Het station ligt aan Sørlandsbanen. In 1968 werd het een onbemand station. Inmiddels is het gesloten voor personenvervoer.